# Sarotesius
Sarotesius is een monotypisch geslacht van spinnen uit de  familie van de Sparassidae (jachtkrabspinnen).

## Soort
- Sarotesius melanognathus Pocock, 1898